# 詹姆斯·迪巴洛
詹姆斯·迪巴洛（英語：James DeBello，1980年6月9日—），出生于美国康乃狄克州哈特福德，是一名美国演员。

## 生平
1980年，迪巴洛出生在美国康乃狄克州哈特福德。迪巴洛的影视以青春性喜剧而出名。